# Ma Čching-chua
Ma Čching-chua (čínsky pchin-jinem Mǎ Qīnghuá, znaky zjednodušené 马青骅; 25. prosince 1987, Šanghaj) je čínský automobilový závodník, známý především jako první čínský pilot v rámci závodního víkendu F1. Taktéž závodil ve FIA WTCC pro tým Citroën nebo ve Formuli E.

## Kariéra
Svou profesionální závodní kariéru zahájil v roce 2005 v Asijské Formuli Renault, kde se v týmu Asia Racing Team umístil v šesti závodech na celkovém 16. místě , nejlépe dojel pátý. Téhož roku se také zúčastnil jednoho závodu italského šampionátu Formule 3000 za tým Astromega a v roce 2006 závodil v šampionátu Formule Renault 2.0 NEC za stejný tým. Závodil také v úvodní sezóně 2005/06 za čínský tým v A1 Grand Prix národů v Číně na okruhu Shanghai International Circuit, kde obsadil 17. místo. Několik dalších let závodil v evropských šampionátech Formule 3, například v roce 2008 ve španělském šampionátu Formule 3 a v roce 2009 v britském šampionátu Formule 3. Poté v roce 2010 startoval za Team China ve formuli Superleague na okruhu Ordos, o rok později získal titul šampiona čínském šampionátu cestovních vozů ve třídě 1600c.

## Formule 1

### Sezona 2012
5. dubna 2012 se Ma stal testovacím a juniorským jezdcem stáje HRT F1 a zapsal se do historie jako první jezdec narozený v Číně, který řídil vůz formule 1 pod hlavičkou FIA když testoval pro HRT v Silverstone , což bylo označeno za "předzvěst důležitého kroku pro čínský motorsport".Ma se také stal prvním jezdcem čínské národnosti, který se zúčastnil víkendu Grand Prix, když nahradil Naraina Karthikeyana v prvním pátečním tréninku na Velkou cenu Itálie, kromě Itálie nastoupil poté v Singapuru, Abu Dhabi a USA. V závěru sezony pak čínská televize Tencent hlásila že HRT na tiskové konferenci v Šanghaji potvrdilo Maa jako jezdce pro rok 2013 po bok Pedra de la Rosy.

### Sezona 2013
Poté co tým HRT nenašel kupce, přišli Ma, Španěl Pedro de la Rosa a český závodník Josef Král o možné závodní sedačky v HRT. De la Rosa zamířil na post testmana k Ferrari, Ma se upsal coby testovací jezdec u Caterhamu spolu s Američanem Rossim. Ma se zúčastnil pouze tréninku doma v Číně.

## WTCC
V roce 2014 Ma debutoval v Mistrovství světa cestovních vozů s továrním týmem Citroën kde jeho parťáky byli Sébastien Loeb, José María López a Yvan Muller. Jeho prvním závodem byl závod Race of Russia na okruhu Moscow Raceway.

## Rallye
V roce 2016 měl Ma startovat na domácí Rally China s vozem WRC v rámci v MS v rallye s norským týmem Adapta Motorsport, nebylo ale jasno s jakým vozem. Ma se ale potřeboval s rallye naučit a bylo v plánu že absolvuje několik soutěží v Evropě jako přípravu. Nakonec ale sešlo jak z Čínské rallye tak z Maových rallyových startů.

## Výsledky

### Formule 1
| Rok  | Tým                | Šasi          | Motor                    | 1   | 2   | 3      | 4   | 5   | 6   | 7   | 8   | 9   | 10  | 11  | 12  | 13     | 14     | 15  | 16  | 17  | 18     | 19     | 20  | PJ | Body |
| ---- | ------------------ | ------------- | ------------------------ | --- | --- | ------ | --- | --- | --- | --- | --- | --- | --- | --- | --- | ------ | ------ | --- | --- | --- | ------ | ------ | --- | -- | ---- |
| 2012 | HRT Formula 1 Team | HRT F112      | Cosworth CA2012 2.4 V8   | AUS | MAL | CHN    | BHR | ESP | MON | CAN | EUR | GBR | GER | HUN | BEL | ITA TD | SIN TD | JPN | KOR | IND | ABU TD | USA TD | BRA | -  | -    |
| 2013 | Caterham F1 Team   | Caterham CT03 | Renault RS27-2013 2.4 V8 | AUS | MAL | CHN TD | BHR | ESP | MON | CAN | GBR | GER | HUN | BEL | ITA | SIN    | KOR    | JPN | IND | ABU | USA    | BRA    |     | -  | -    |

### GP2
| Rok  | Tým             | 1          | 2           | 3       | 4       | 5       | 6       | 7       | 8       | 9       | 10      | 11      | 12      | 13      | 14      | 15      | 16      | 17      | 18      | 19      | 20      | 21      | 22      | PJ  | Body |
| ---- | --------------- | ---------- | ----------- | ------- | ------- | ------- | ------- | ------- | ------- | ------- | ------- | ------- | ------- | ------- | ------- | ------- | ------- | ------- | ------- | ------- | ------- | ------- | ------- | --- | ---- |
| 2013 | Caterham Racing | SEP FEA 21 | SEP SPR DNS | BHR FEA | BHR SPR | CAT FEA | CAT SPR | MON FEA | MON SPR | SIL FEA | SIL SPR | NÜR FEA | NÜR SPR | HUN FEA | HUN SPR | SPA FEA | SPA SPR | MNZ FEA | MNZ SPR | MRN FEA | MRN SPR | YMC FEA | YMC SPR | 35. | 0    |

### WTCC
| Rok  | Týn                   | Vůz                   | 1       | 2       | 3       | 4        | 5       | 6       | 7       | 8         | 9       | 10      | 11        | 12        | 13       | 14        | 15      | 16      | 17        | 18       | 19        | 20      | 21      | 22    | 23      | 24        | PJ  | Body |
| ---- | --------------------- | --------------------- | ------- | ------- | ------- | -------- | ------- | ------- | ------- | --------- | ------- | ------- | --------- | --------- | -------- | --------- | ------- | ------- | --------- | -------- | --------- | ------- | ------- | ----- | ------- | --------- | --- | ---- |
| 2014 | Citroën Total WTCC    | Citroën C-Elysée WTCC | MAR 1   | MAR 2   | FRA 1   | FRA 2    | HUN 1   | HUN 2   | SVK 1   | SVK 2     | AUT 1   | AUT 2   | RUS 1 6   | RUS 2 1   | BEL 1 11 | BEL 2 Ret | ARG 1   | ARG 2   | BEI 1 15† | BEI 2 12 | CHN 1 2   | CHN 2 5 | JPN 1   | JPN 2 | MAC 1 8 | MAC 2 Ret | 13. | 69   |
| 2015 | Citroën Total WTCC    | Citroën C-Elysée WTCC | ARG 1 7 | ARG 2 6 | MAR 1 2 | MAR 2 10 | HUN 1 4 | HUN 2 9 | GER 1 5 | GER 2 Ret | RUS 1 5 | RUS 2 5 | SVK 1 Ret | SVK 2 Ret | FRA 1 4  | FRA 2 3   | POR 1 6 | POR 2 1 | JPN 1 4   | JPN 2 5  | CHN 1 10† | CHN 2 8 | THA 1 3 | THA 2 | QAT 1 5 | QAT 2     | 4.  | 241  |
| 2017 | Sébastien Loeb Racing | Citroën C-Elysée WTCC | MAR 1   | MAR 2   | ITA 1   | ITA 2    | HUN 1   | HUN 2   | GER 1   | GER 2     | POR 1   | POR 2   | ARG 1     | ARG 2     | CHN 1    | CHN 2     | JPN 1   | JPN 2   | MAC 1 14  | MAC 2 12 | QAT 1     | QAT 2   |         |       |         |           | 21. | 0    |

### Formule E
| Rok     | Tým                | Šasi          | Motor                | 1       | 2      | 3      | 4       | 5      | 6   | 7       | 8      | 9      | 10     | 11  | 12     | 13 | 14 | PJ  | Body |
| ------- | ------------------ | ------------- | -------------------- | ------- | ------ | ------ | ------- | ------ | --- | ------- | ------ | ------ | ------ | --- | ------ | -- | -- | --- | ---- |
| 2015–16 | Team Aguri         | Spark SRT01-e | SRT01-e              | BEI     | PUT    | PDE    | BUE     | MEX    | LBH | PAR Ret | BER 14 | LDN 11 | LDN 12 |     |        |    |    | 19. | 0    |
| 2016–17 | Techeetah          | Spark SRT01-e | Renault Z.E. 16      | HKG Ret | MRK 15 | BUE 16 | MEX     | MCO    | PAR | BER     | BER    | NYC    | NYC    | MTL | MTL    |    |    | 25. | 0    |
| 2017–18 | NIO Formula E Team | Spark SRT01-e | NextEV NIO Sport 003 | HKG     | HKG    | MRK    | SCL     | MEX    | PDE | RME     | PAR 17 | BER    | ZUR    | NYC | NYC 13 |    |    | 23. | 0    |
| 2019–20 | NIO 333 FE Team    | Spark SRT05e  | NIO FE-005           | DIR 20  | DIR 19 | SCL 16 | MEX Ret | MRK 23 | BER | BER     | BER    | BER    | BER    | BER |        |    |    | 28. | 0    |

### WTCR
| Rok  | Tým                        | Vůz                             | 1         | 2         | 3       | 4        | 5        | 6        | 7       | 8       | 9       | 10       | 11       | 12       | 13       | 14       | 15       | 16       | 17    | 18      | 19       | 20        | 21        | 22       | 23       | 24        | 25        | 26       | 27       | 28        | 29       | 30       | PJ  | Body |
| ---- | -------------------------- | ------------------------------- | --------- | --------- | ------- | -------- | -------- | -------- | ------- | ------- | ------- | -------- | -------- | -------- | -------- | -------- | -------- | -------- | ----- | ------- | -------- | --------- | --------- | -------- | -------- | --------- | --------- | -------- | -------- | --------- | -------- | -------- | --- | ---- |
| 2018 | Boutsen Ginion Racing      | Honda Civic Type R TCR          | MAR 1     | MAR 2     | MAR 3   | HUN 1    | HUN 2    | HUN 3    | GER 1   | GER 2   | GER 3   | NED 1    | NED 2    | NED 3    | POR 1    | POR 2    | POR 3    | SVK 1    | SVK 2 | SVK 3   | CHN 1 19 | CHN 2 17  | CHN 3 DNS | WUH 1 11 | WUH 2 12 | WUH 3 7   | JPN 1     | JPN 2    | JPN 3    | MAC 1 Ret | MAC 2 13 | MAC 3 11 | 30. | 7    |
| 2019 | Team Mulsanne              | Alfa Romeo Giulietta Veloce TCR | MAR 1 Ret | MAR 2 Ret | MAR 3 9 | HUN 1 25 | HUN 2 11 | HUN 3 19 | SVK 1 2 | SVK 2 9 | SVK 3 1 | NED 1 21 | NED 2 25 | NED 3 21 | GER 1 21 | GER 2 22 | GER 3 15 | POR 1 14 | POR 2 | POR 3 8 | CHN 1 2  | CHN 2 Ret | CHN 3 16† | JPN 1 9  | JPN 2 23 | JPN 3 Ret | MAC 1 Ret | MAC 2 17 | MAC 3 22 | MAL 1 18  | MAL 2 17 | MAL 3 23 | 16. | 133  |
| 2022 | Cyan Performance Lynk & Co | Lynk & Co 03 TCR                | FRA 1 5   | FRA 2 3   | GER 1 C | GER 2 C  | HUN 1    | HUN 2    | ESP 1   | ESP 2   | POR 1   | POR 2    | ITA 1    | ITA 2    | ALS 1    | ALS 2    | KOR 1    | KOR 2    | CHN 1 | CHN 2   | MAC 1    | MAC 2     |           |          |          |           |           |          |          |           |          |          | 5.* | 30*  |